# ایپو (دایه)
ایپو (انگلیسی: Ipu) یک دایهٔ سلطنتی در مصر باستان در دوران حکمفرمایی دودمان هجدهم مصر بود. او مادر ملکه سات‌یاح همسر بزرگ سلطنتی فرعون تحوتموس سوم بود.
از او بر روی میز نذری سات‌یاح که در ابیدوس یافت شده و اکنون در موزه مصر در قاهره است نام برده شده است. او دایهٔ خدا لقب داده شد.
او ممکن است همان ایپو «همسر احمس پن‌نخبت» باشد.